# Capparis quina
Capparis quina là một loài thực vật có hoa trong họ Capparaceae. Loài này được J.F.Macbr. mô tả khoa học đầu tiên năm 1934.